# Abusal Amazaspes de Vaspuracânia
Abusal Amazaspes Arzerúnio (em grego medieval: Ἀμαζάσπης; romaniz.: Amazáspēs; em armênio/arménio: Աբուսահլ-Համազասպ Արծրունի; m. 968/969) foi o terceiro rei de Vaspuracânia da dinastia Arzerúnio, sucedendo seu irmão mais velho Derenício Asócio em 958/959. Com sua morte em 968/969, seu reino foi dividido entre seus três filhos, Asócio Isaque, Gurgenes-Cacício  e Senequerim-João.

## Nome
Amazaspes (Amazáspēs, Amazáspēs) ou Amazaspo (Amazaspus; Αμαζάσπος, Amazáspos) são as formas latina e grega do persa médio Hamazaspe (*Hamazāsp) que, em última análise, deriva do persa antigo Hamazaspa (Hamāzāspa). Embora a etimologia precisa de *Hamazāsp/Hamāzāspa permaneça sem solução, pode ser explicada através do avéstico *hamāza-, "colisão/confronto" + aspa-, "cavalo", ou seja, "aquele que possuía corcéis de guerra". Foi registrado em armênio (Համազասպ, Hamazasp) e georgiano (em georgiano: ამაზასპ, Amazasp’) como Hamazaspe.